# Night on Earth
Pour plus de détails, voir Fiche technique et Distribution.
Night on Earth (Une nuit sur la terre au Québec) est un film américano-britannique-franco-allemand-japonais réalisé par Jim Jarmusch et sorti en 1991.

## Synopsis
En cinq séquences tournées en différents lieux de la Terre (Los Angeles, New York, Paris, Rome et Helsinki) et supposées avoir lieu une même nuit, Jim Jarmusch dépeint cinq historiettes loufoques et émouvantes gravitant autour de taxis.

## Fiche technique
- Titre original : Night on Earth
- Réalisation : Jim Jarmusch
- Scénario : Jim Jarmusch
- Musiques : Tom Waits
- Photographie : Frederick Elmes
- Production: Le Studio Canal+, JVC
- Distribution : Pyramide Distribution
- Pays : France, Grande-Bretagne, Allemagne, États-Unis, Japon
- Durée : 129 minutes
- Date de sortie : 
  - New York : 4 octobre 1991
  - 18 décembre 1991

## Distribution

### Los Angeles
- Winona Ryder : Corky
- Gena Rowlands : Victoria Snelling

### New York
- Giancarlo Esposito : YoYo
- Armin Mueller-Stahl :  Helmut Grokenberger
- Rosie Perez : Angela

### Paris
- Isaach de Bankolé : le chauffeur
- Béatrice Dalle : la femme aveugle
- Pascal Nzonzi : le premier passager
- Emil Abossolo-Mbo : le deuxième passager
- Stéphane Boucher : l'homme de l'accident

### Rome
- Roberto Benigni : le chauffeur
- Paolo Bonacelli : le prêtre

### Helsinki
- Matti Pellonpää : Mika
- Kari Väänänen : premier homme
- Sakari Kuosmanen : deuxième homme
- Tomi Salmela : troisième homme